# Iphione treadwelli
Iphione treadwelli är en ringmaskart som beskrevs av Pettibone 1986. Iphione treadwelli ingår i släktet Iphione och familjen Polynoidae. Inga underarter finns listade i Catalogue of Life.